# Balleray
Balleray és un antic municipi francès del departament del Nièvre i la regió de Borgonya - Franc Comtat. L'1 de gener del 2017 es fusionà amb Ourouër per formar el nou municipi de Vaux d'Amognes. El 2018 tenia 201 habitants. El seu nom derivaria del nom masculí gal Balaros, associat al sufix gal·loromà -acum.

## Personatges coneguts
- Jean Locquin (1879–1949), historiador de l'art i polític, alcalde del municipi des del 1908 fins al 1934, president del consell general des del 1924 fins al 1929, diputat diverses vegades.[3]